# Руффату, Луис
Луис Руффату (порт.  Luiz Fernando Ruffato de Souza, 4 февраля 1961, Катагуазис, штат Минас-Жерайс, Бразилия) — бразильский писатель поколения девяностых (Нелсон де Оливейра и др.).

## Биография
Из семьи рабочих-иммигрантов, отец — итальянец, мать — португалка. Закончил Федеральный университет в Минас-Жерайс, изучал журналистику, потом работал журналистом в Сан-Паулу. Дебютировал в 1998 книгой рассказов из жизни городского дна, но наибольшую известность приобрел романным циклом Временный ад (5 книг, 2005—2011). Активно участвует в общественном движении по пропаганде книги и чтения (порт.  Igreja do Livro Transformador). В 2012 был приглашенным писателем в Калифорнийском университете.

## Книги

### Новеллы
- Historias de Remorsos e Rancores — São Paulo: Boitempo, 1998
- Выжившие/ (os sobreviventes) — São Paulo: Boitempo, 2000

### Романы
- Там было много коней/ Eles eram muitos cavalos — São Paulo: Boitempo, 2001 (премия Ассоциации художественных критиков Сан-Паулу, премия Машаду де Ассиса; итал. пер. 2003, фр. пер. 2005, исп. пер. 2010, нем. пер. 2012)
- Mamma, son tanto felice (Inferno Provisório: Volume I). Rio de Janeiro: Record, 2005 (премия Ассоциации художественных критиков Сан-Паулу)
- Враждебный мир/ O mundo inimigo (Inferno Provisório: Volume II). Rio de Janeiro: Record, 2005 (премия Ассоциации художественных критиков Сан-Паулу)
- Vista parcial da noite (Inferno Provisório: Volume III). Rio de Janeiro: Record, 2006 (финалист премии Жабути)
- De mim já nem se lembra. São Paulo: Moderna, 2007
- O livro das impossibilidades (Inferno Provisório: Volume IV). Rio de Janeiro: Record, 2008
- Я был в Лиссабоне и вспоминал о тебе/ Estive em Lisboa e lembrei de você. São Paulo: Cia das Letras, 2009 (шорт-лист Литературной премии Сан-Паулу)
- Domingos sem Deus (Inferno Provisório: Volume V). Rio de Janeiro: Record, 2011 (шорт-лист Литературной премии Сан-Паулу, премия Дома Америк, Куба)

### Стихи
- As máscaras singulares — São Paulo: Boitempo, 2002
- Paráguas verdes — São Paulo: Ateliê Acaia, 2011

### Эссе
- Os ases de Cataguases (uma história dos primórdios do Modernismo). Cataguases: Fundação Francisca de Souza Peixoto, 2002 (переизд. 2010)